# Isabelle Van Hecke
Isabelle Van Hecke (Wevelgem, 28 juni 1977) is een Vlaamse actrice. Ze speelt vooral theater en is ook bekend van de Vlaamse sitcom Nonkels.

## Carrière
Van Hecke studeerde in 2000 af aan de Studio van het Herman Teirlinck Instituut, waar ze later ook lesgaf. In het Toneelhuis werkte ze samen met o.a. Luk Perceval (Het kouwe kind en Turista), Titus Muizelaar (Belgian landscapes, Licht ongemakkelijk), Thomas Zielinski (Meeting people is easy) en Eric Volder (Au nom du père). Samen met Olympique Dramatique maakte ze De Krippel, De Jossen en The lieutenant of Inishmore. Verder werkte ze nog bij Froe Froe (De Vinger en de Mond en Marcelleke Flanneleke), HETPALEIS, BRONKS, Theater Antigone, Het gevolg en theater STAP. Met het nieuwe gezelschap 'Jan' maakte ze Je ne comprends pas en Thierry.

## Filmografie

### Televisie
| Jaar       | Serie                         | Rol                           | Opmerkingen     |
| ---------- | ----------------------------- | ----------------------------- | --------------- |
| 1998       | De Raf en Ronny Show          | meisje                        | 1 aflevering    |
| 2001       | Costa!                        | Sabine                        | 1 aflevering    |
| 2002       | Flikken                       | Esther De Craene              | 1 aflevering    |
| 2009       | Flikken                       | Chantal de Prins              | 2 afleveringen  |
| 2005       | Kinderen van Dewindt          | Bankbediende                  | 1 aflevering    |
| 2006       | Witse                         | Veerle Vloeberghs             | 1 aflevering    |
| 2009       | Aspe                          | Véronique de Pas              | 2 afleveringen  |
| 2010       | Goesting                      | Kirsten                       | 2 afleveringen  |
| 2011       | Code 37                       | Sonja 'Soraya' Raemaekers     | 1 aflevering    |
| 2011-2012  | Kiekens                       | Brigitte de Meuter            | 13 afleveringen |
| 2012       | Vermist                       | An Beursens                   | 1 aflevering    |
| 2013       | Wolven                        | Ilona Muller                  | 3 afleveringen  |
| 2013       | De Ridder                     | Joke Helsen                   | 1 aflevering    |
| 2014       | Marsman                       | Godelieve                     | 1 aflevering    |
| 2015       | Altijd Prijs                  | Martine Frederix              | 1 aflevering    |
| 2015       | Bevergem                      | Claudine                      | 7 afleveringen  |
| 2016       | Professor T.                  | Ann Gielen                    | 1 aflevering    |
| 2016       | Callboys                      | Annick                        | 1 aflevering    |
| 2016       | Cordon                        |                               | 2 afleveringen  |
| 2016       | De 16                         | Denise Van Steen              | 6 afleveringen  |
| 2017       | Auwch_                        | zichzelf                      | 1 aflevering    |
| 2017       | Tytgat Chocolat               | medewerkster gesloten centrum | 2 afleveringen  |
| 2017       | Tabula Rasa                   | medisch secretaresse          | 2 afleveringen  |
| 2018       | Gevoel voor tumor             | Sonja Sallaert                | 5 afleveringen  |
| 2018       | Bullets                       | directeur                     | 9 afleveringen  |
| 2018       | Over water                    | dierenarts                    | 1 aflevering    |
| 2019-2020  | De twaalf                     | Hedwig, procureur des konings | 10 afleveringen |
| 2019-2020  | De Luizenmoeder               | Angelique Delathouwer         | 20 afleveringen |
| 2020       | Albatros                      | Martine De Troch              | 8 afleveringen  |
| 2020       | Undercover                    | Michelle Vandekerckhove       | 1 aflevering    |
| 2020       | De Anderhalve Meter Show      | verschillende rollen          | 6 afleveringen  |
| 2021       | Lockdown                      | cipier Debbie                 | 1 aflevering    |
| 2021       | De Shaq                       | Carinne Verstappen            | 4 afleveringen  |
| 2021       | Fair Trade                    | Moncarey                      | 2 afleveringen  |
| 2021       | F*** You Very, Very Much      | moeder van Davy               | 1 aflevering    |
| 2021-2022  | Mijn Slechtste Beste Vriendin | Vera                          | 15 afleveringen |
| 2022       | Doe Zo Voort                  | moeder van Klaas              | 1 aflevering    |
| 2022       | Lost Luggage                  | Blanche Godefroid             | 6 afleveringen  |
| 2022-2023  | Onder Vuur                    | Judy Sinnaeve                 | 7 afleveringen  |
| 2022-heden | Nonkels                       | Carine Capon                  | 15 afleveringen |
| 2022-heden | De Ideale Wereld              | verschillende rollen          |                 |
| 2024       | De Verraders                  | Zichzelf                      | 6 afleveringen  |
| 2025       | Dood Spoor                    | Psychologe                    | 4 afleveringen  |
| 2025       | Chantal                       | Ingrid Vandamme               | 1 aflevering    |

### Film
| Jaar | Film                       | Rol                   |
| ---- | -------------------------- | --------------------- |
| 2006 | Zonder jou                 | Jana                  |
| 2014 | De behandeling             | Rubinstein            |
| 2014 | W. - Witse: de film        | Marleen               |
| 2016 | Le Ciel Flamand            | Vanessa               |
| 2016 | De premier                 | oppositielid          |
| 2017 | Verborgen verlangen        | Rita Demeester        |
| 2019 | The Best of Dorien B.      | juf Hadewijch         |
| 2019 | Urbanus: De vuilnisheld    | madam Kopermem (stem) |
| 2019 | All of Us                  | dienster Lunch Garden |
| 2019 | Yummy                      | vrouw                 |
| 2020 | Ada                        | rechter               |
| 2021 | Everything Will Be Fine    | Lisanne               |
| 2021 | De Gebroeders Schimm       | tuinvrouw             |
| 2021 | Bittersweet Sixteen        | mevrouw Troch         |
| 2023 | WIL                        | Irma                  |
| 2023 | De veestapel aan de kribbe | moeder                |
| 2024 | Holy Rosita                | deurwaarder           |
| 2024 | Casting Call               | fotografe             |
| 2024 | Zen                        | Lydia                 |

### Nasynchronisatie
| Jaar | Film                                 | Rol                           |
| ---- | ------------------------------------ | ----------------------------- |
| 2008 | WALL-E                               | overige stemmen               |
| 2013 | Verschrikkelijke Ikke 2              | Shannon                       |
| 2016 | Huisdiergeheimen                     | Chloe                         |
| 2018 | Spider-Man: Een Nieuw Universum      | Dr. Olivia Octavius / Doc Ock |
| 2019 | Huisdiergeheimen 2                   | Chloe                         |
| 2020 | Onward                               | Corey                         |
| 2020 | Soul                                 | Lulu, Therapy Cat Lady        |
| 2021 | Ron's Gone Wrong                     | Donka                         |
| 2023 | Elemental                            | Gale                          |
| 2023 | Ninja Turtles: Totale Chaos          | Cynthia Utrom                 |
| 2023 | Vogelvlucht                          | Chump                         |
| 2023 | Spider-Man: Een Grenzeloos Universum | Mevrouw Weber                 |
| 2024 | Kung Fu Panda 4                      | Oma Zwijn                     |

### Presentatie
| Jaar | Serie               | Rol               |
| ---- | ------------------- | ----------------- |
| 2022 | Voordat de bom valt | gastpresentatrice |

## Prijzen en nominaties
| Jaar | Prijs | Categorie                    | Werk     | Resultaat   |
| ---- | ----- | ---------------------------- | -------- | ----------- |
| 2021 | Ensor | Beste Actrice Televisieserie | Albatros | Genomineerd |